# Sarah Perry (Schriftstellerin)

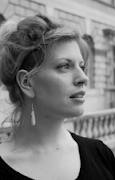
Sarah Perry (2013)

Sarah Grace Perry (geboren 28. November 1979 in Chelmsford) ist eine britische Schriftstellerin.

## Leben
Sarah Perry wuchs in einer Familie von Baptisten auf. Der Kontakt zur Außenwelt war in ihrer Kindheit streng reglementiert, so dass sie viel klassische Musik hörte und nur mit klassischer Literatur und der King-James-Bibel in Berührung kam. Perry wurde in Kreativem Schreiben an der Royal Holloway University bei Andrew Motion promoviert. Ihre Dissertation behandelt den Anteil des Gothic im Schreiben von Iris Murdoch.
Ihr zweiter Roman The Essex Serpent wurde 2016 für den Costa Book Award nominiert und stand 2017 auf der Longlist des Baileys Women’s Prize for Fiction. Ihr dritter Roman Melmoth ist eine Adaption des Schauerromans Melmoth der Wanderer von Charles Robert Maturin aus dem Jahr 1820.
Perry wurde 2018 als Fellow in die Royal Society of Literature aufgenommen.

## Werke (Auswahl)
- After me comes the flood. London : Serpent’s Tail, 2014
  - Nach mir die Flut : Roman. Übersetzung Eva Bonné. Köln : Eichborn, 2018, ISBN 978-3-8479-0651-3
- The Essex Serpent. London : Serpent’s Tail, 2016
  - Die Schlange von Essex: Roman. Übersetzung Eva Bonné. Köln : Eichborn, 2017, ISBN 978-3-8479-0030-6
- Melmoth. London : Serpent’s Tail, 2018
- Enlightenment. London: Jonathan Cape (Penguin Random House), 2024, ISBN 978-1-78733-500-4